# Scotopteryx diplocampa
Scotopteryx diplocampa är en fjärilsart som beskrevs av Louis Beethoven Prout 1917. Scotopteryx diplocampa ingår i släktet backmätare, och familjen mätare. Inga underarter finns listade.